# 朝木善次郎
朝木 善次郎 （あさき ぜんじろう、1935年11月3日 - 2009年4月25日）は、日本のプロセス工学者。京都大学名誉教授。元三菱マテリアル常勤顧問。

## 人物・経歴
1959年京都工芸繊維大学工芸学部窒業工芸学科卒業。1962年京都大学大学院工学研究科冶金学専攻修士課程修了、京都大学工学部冶金学科助手。1970年同講師。1976年同助教授。1988年同教授。1999年定年退官、京都大学名誉教授、三菱マテリアル常勤顧問。デミング賞委員会委員、日本学術振興会協力会素材プロセシング第69委員会副委員長、資源・素材学会理事なども歴任した。
米国冶金学会科学賞受賞。従四位瑞宝小綬章。
専門分野はプロセス工学。
2009年4月25日、敗血症のため死去。

## 著作
- 『自溶炉による銅製錬の反応工学的研究』京都大学 1978年
- 『実験計画法』共立出版 1980年
- 『自溶炉銅溶錬のシミュレーション実験による速度論的研究』京都大学 1983年
- 『銅精鉱粒子のガス流中における酸化・溶融反応の速度論的研究』京都大学 1986年
- 『自溶炉による銅溶錬プロセスの反応工学的研究』京都大学 1989年